# Departamentul de comunicare socială și relații publice
Departamentul de Comunicare și Relații publice (DCRP) a devenit în 1993 prima structură academică specializată, în cadrul Facultății de Litere a Universității din București. Structura urmează modelul celor mai prestigioase departamente CRP similare ale universităților din Statele Unite ale Americii și din Europa de Vest. 
Secția oferă titlul de licențiat după patru ani de studiu și posibilitatea aprofundării cunoștințelor la programul de studii aprofundate. Cursurile departamentului se axează pe pregătirea profesională specifică domeniilor de relații publice, sociologie, psihologie și management; Pregătirea generală (cursuri IT, limbi străine, istoria mentalităților, antropologia comunicării). Din 1995, anul în care Comisia Națională pentru Evaluare și Acreditare Academică a acordat acreditare academică, departamentul figurează în Nomenclatorul Instituțiilor de Învățământ Superior din România. Departamentul are ca obiective pe termen lung cercetarea și activitatea științifică, precum și dezvoltarea învățământului postuniversitar în domeniile comunicare și relații publice.
Departamentul este încadrat cu personal universitar cu diplome de studii aprofundate și stagii de specializare în Statele Unite ale Americii. Politica academică a departamentului include, printre altele, specializarea studenților prin stagii de practică în cadrul altor secții din universitate. În acest sens, un foarte mare număr de burse au fost acordate celor mai buni studenți.